# Lauperswil
Lauperswil är en ort och kommun i distriktet Emmental i kantonen Bern, Schweiz. Kommunen har 2 712 invånare (2023).